# Varje liten droppe regn
"Varje liten droppe regn" är ett popstycke komponerat av Tim Norell med text av Ola Håkansson först framförd av Herreys. De framförde den även på svenska med text av Ingela Forsman.
Några år senare blev "People Say It's in the Air" genombrottet för Ankie Bagger.
Jonna Tervomaa har sjungit låten på finska under titeln Sadepisaroita.

## Listplaceringar

### Herreys version
| Lista (1984-1985) | Topplacering |
| ----------------- | ------------ |
| Sverige           | 11           |

### Ankie Baggers version
| Lista (1989) | Topplacering |
| ------------ | ------------ |
| Sverige      | 7            |

### Izabelles version
| Lista (2004) | Topplacering |
| ------------ | ------------ |
| Sverige      | 30           |

### Fotnoter
1. ↑  ”Listplacering”. http://hitparad.se/showitem.asp?interpret=Herrey%27s&titel=Varje+liten+droppe+regn&cat=s. Läst 22 juli 2011.
2. ↑  ”Listplacering”. http://hitparad.se/showitem.asp?interpret=Ankie+Bagger&titel=People+Say+It%27s+In+The+Air&cat=s. Läst 22 juli 2011.
3. ↑  ”Listplacering”. http://hitparad.se/showitem.asp?interpret=Izabelle&titel=Varje+liten+droppe+regn&cat=s. Läst 22 juli 2011.